# Uroš Vošnjak
Uroš Vošnjak [úroš vóšnjak], slovenski mladinski pesnik in pisatelj, * 10. junij 1956, Ljubljana.

## Življenje
Uroš Vošnjak se je rodil v Ljubljani v družini diplomata. Prva leta mladosti je preživel v Trstu in Berlinu, leta 1962 pa se je vrnil v Slovenijo. Obiskoval je OŠ Prežihov Voranc v Ljubljani, nato pa nadaljeval šolanje na gimnaziji Poljane, študij pa je nadaljeval na Filozofski fakulteti, kjer je absolviral na smeri filozofija, sociologija. Čeprav se je s kulturnim delom ukvarjal že prej, je od leta 2005 tudi samostojni kulturni delavec, pesnik.

## Delo
Prvo pesniško zbirko je izdal leta 1986. Za otroke piše pesmi, piktograme, uganke, dopolnjevanke, za odrasle pa poezijo, v zadnjem času predvsem satiro in krajše prozne sestavke (humoreske in aforizme).
Svoje članke objavlja v časopisih in revijah že od leta 1983 (Delo, Dnevnik, Pavliha, 7dni, Osa, Iskra, Večer (satirična priloga "Toti list") in vrsta manj znanih glasil).Zadnje čase se posveča predvsem pisanju za otroke - objavlja v revijah: Bim Bam, Bučki, Trobentici, Cicibanu, Dodu, tudi v Kekcu in Zmajčku, deluje pa tudi na Radiu Slovenija v oddaji "Literarni nokturno", nekajkrat pa je sodeloval tudi v oddaji "Besede, besede, besede ...".